# Епігенетичний код
Епігенетичний код — за однією з гіпотез, визначаючий код кожної еукаріотичної клітини, який складається з специфічної епігенетичної модифікації в кожній клітині. Він складається з модифікацій гістонових хвостів нуклеосоми (метилювання, ацетилювання та деацетилювання), на яку «накручена» молекула ДНК, та додатковими епігенетичними модифікаціями, зокрема метилюванням ДНК. Такі зміни призводять до відкритого чи закритого стану хроматину: еу- та гетерохроматину, відповідно. І навіть, якщо певний ген є в організмі, епігенетичне його заглушення призводить до неможливості зчитування інформації з цього гену.
Основою для епігенетичного коду є система генетичного коду клітини. Допоки у індивіда генетичний код однаковий в усіх клітинах, епігенетичний код залишаеється специфічним у тканинах та клітинах. «Генетичний код це — піаніно, а епігенетичной код це — мелодія».
Щоб глибше зрозуміти основи гістонового коду, яке поєднує у себе метилювання, ацетилювання та убіквітинювання гістонових білків, треба розуміти механізми цих процесів. Модифікації гістонів мають велике значення в процесах транскрипції  генів та у регулюванні сплайсингу мРНК.